# کارخانه تقطیر بی بی یان
کارخانه تقطیر بی بی یان مربوط به دوران‌های تاریخی پس از اسلام است و در مسجدسلیمان، محله ی بی بی یان واقع شده و این اثر در تاریخ ۱ خرداد ۱۳۹۶ با شمارهٔ ثبت ۳۱۷۲۵ به‌عنوان یکی از آثار ملی ایران به ثبت رسیده است.